# デレク・ジョンソン
デレク・ジョンソン (Derek Johnson、1933年1月5日 - 2004年8月30日)は、イギリスの陸上競技選手。1956年メルボルンオリンピックの銀メダリストである。

## 経歴
ジョンソンは1954年にカナダのバンクーバーで開催されたブリティッシュ・エンパイア・アンド・コモンウェルスゲームズ(現在のコモンウェルスゲームズ)に出場。880ヤード走では1分50秒7で金メダルを獲得。さらに、イングランドのアンカーとして出場した4×440ヤードリレーでも金メダルを獲得。
同年にはスイスのベルンでヨーロッパ選手権も開催され、ジョンソンは800mに出場。1分47秒4のタイムは3位のノルウェーのアウドゥン・ボイセンと同タイムながらも着差ありで4位となる。さらに4×400mに出場。ジョンソンはアンカーを務め、イギリスはトップでゴールするも、その後失格となりこの大会では惜しくもメダルを獲得することができなかった。
最初で最後のオリンピックとなった1956年メルボルンオリンピックでは800m走に出場。1分47秒8の記録で、アメリカのトーマス・コートニーに次いで銀メダルを獲得。4×400mリレーにもイギリス代表でアンカーとして出場。ジョン・ソールズベリ、マイケル・フィーラー、ピーター・ヒギンズとともに、アメリカ、オーストラリアに次いで銅メダルを獲得した。
1957年には800mで1分46秒6の英国新記録を樹立。翌1958年のコモンウェルスゲームズでは4×400mリレーで銀メダルを獲得。しかし同年のヨーロッパ選手権では800mで7位という結果に終わっている。
ジョンソンはオックスフォード大学リンカーンカレッジで薬学を勉強していた。1959年に結核のため選手としてのキャリアを終えた後もスポーツの活動に熱心に取り組み、1980年モスクワオリンピックに当時のサッチャー政権がボイコットを呼びかけるも断固参加を主張。イギリスのボイコット回避を成功させた。